# NGC 321
NGC 321 ist eine linsenförmige Galaxie vom Hubble-Typ E-SB0 im Sternbild Walfisch, welche etwa 219 Millionen Lichtjahre von der Milchstraße entfernt ist.
Die Galaxie wurde am 27. September 1864 von dem deutschen Astronomen Albert Marth entdeckt.

## Trivia
NGC 321 ist Reiseziel in der Star-Trek-Folge „Krieg der Computer“, wird aber dort als Planetensystem bezeichnet.